# Golmbach
Golmbach is een gemeente in de Duitse deelstaat Nedersaksen. De gemeente maakt deel uit van de Samtgemeinde Bevern in het Landkreis Holzminden. Golmbach telt 893 inwoners.
Golmbach ligt tussen de beboste heuvels van het Weserbergland, in een dal met enige, in het voorjaar rijk bloeiende, schraalgraslanden en andere weilanden (gedeeltelijk natuurreservaat!). Het in inwonertal voortdurend (van 500 kort na de Tweede Wereldoorlog tot 300 rond 2010) teruglopende, langgerekte dorpje Warbsen wordt tot de gemeente Golmbach gerekend.
Markant is de in 1604, ter vervanging van een uit de 13e eeuw daterende kerk die bouwvallig en te klein geworden was, gebouwde St.-Gangulphuskerk in het (sterk evangelisch-luthers georiënteerde) dorp.
Golmbach en zijn noordelijke buurdorpen behoren tot een kleine landstreek met de bijnaam Rühler Schweiz. Deze geniet in de regio bekendheid vanwege de bloeiende kersenbomen in het voorjaar. Ook werd er t/m 2019 jaarlijks rond 20 april een  groot kersenbloesemfeest gehouden. Onder leiding van een natuurgids wordt op de dag van dit feest een wandeling door de anders niet-toegankelijke weide-reservaten georganiseerd.

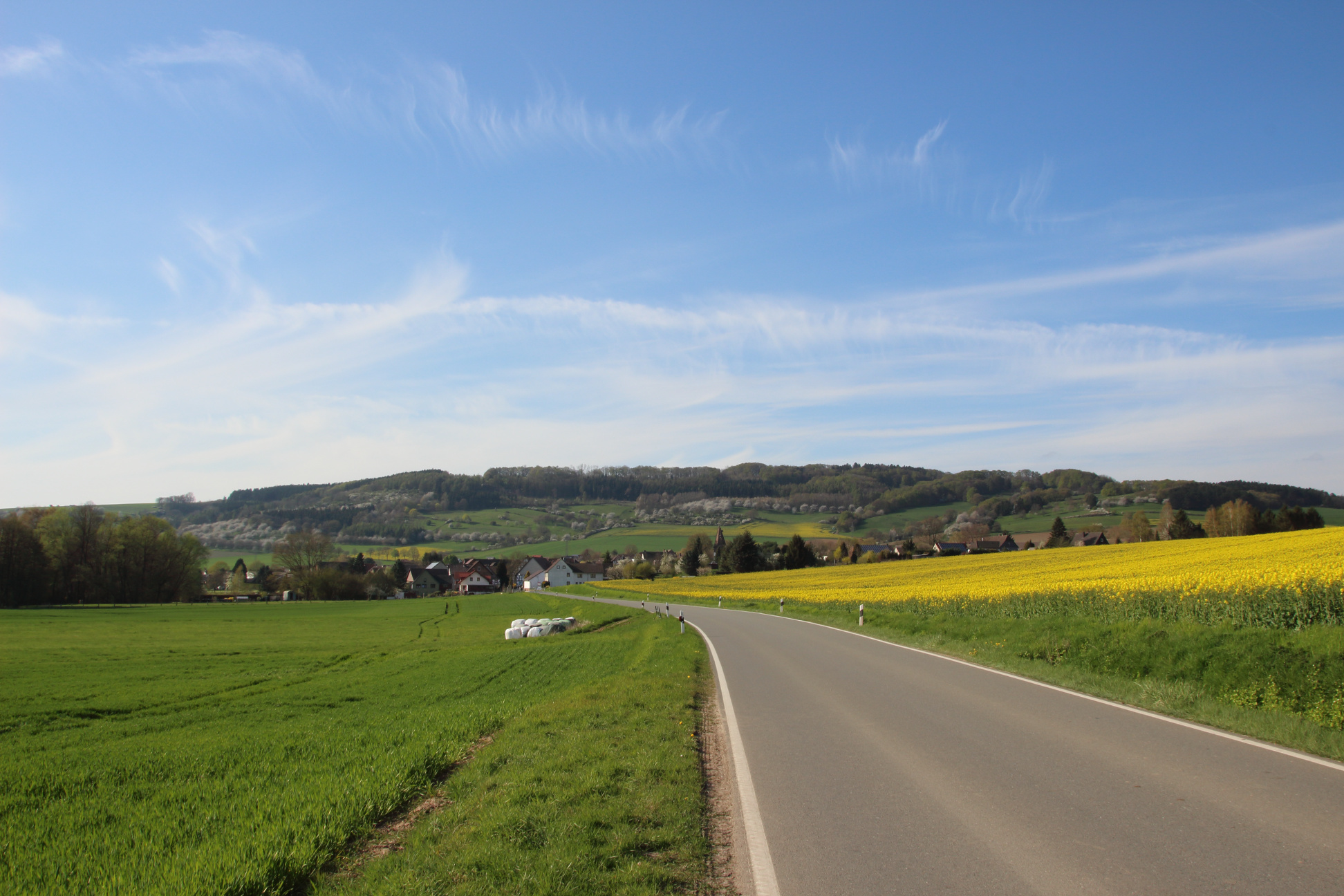
Gezicht op Golmbach
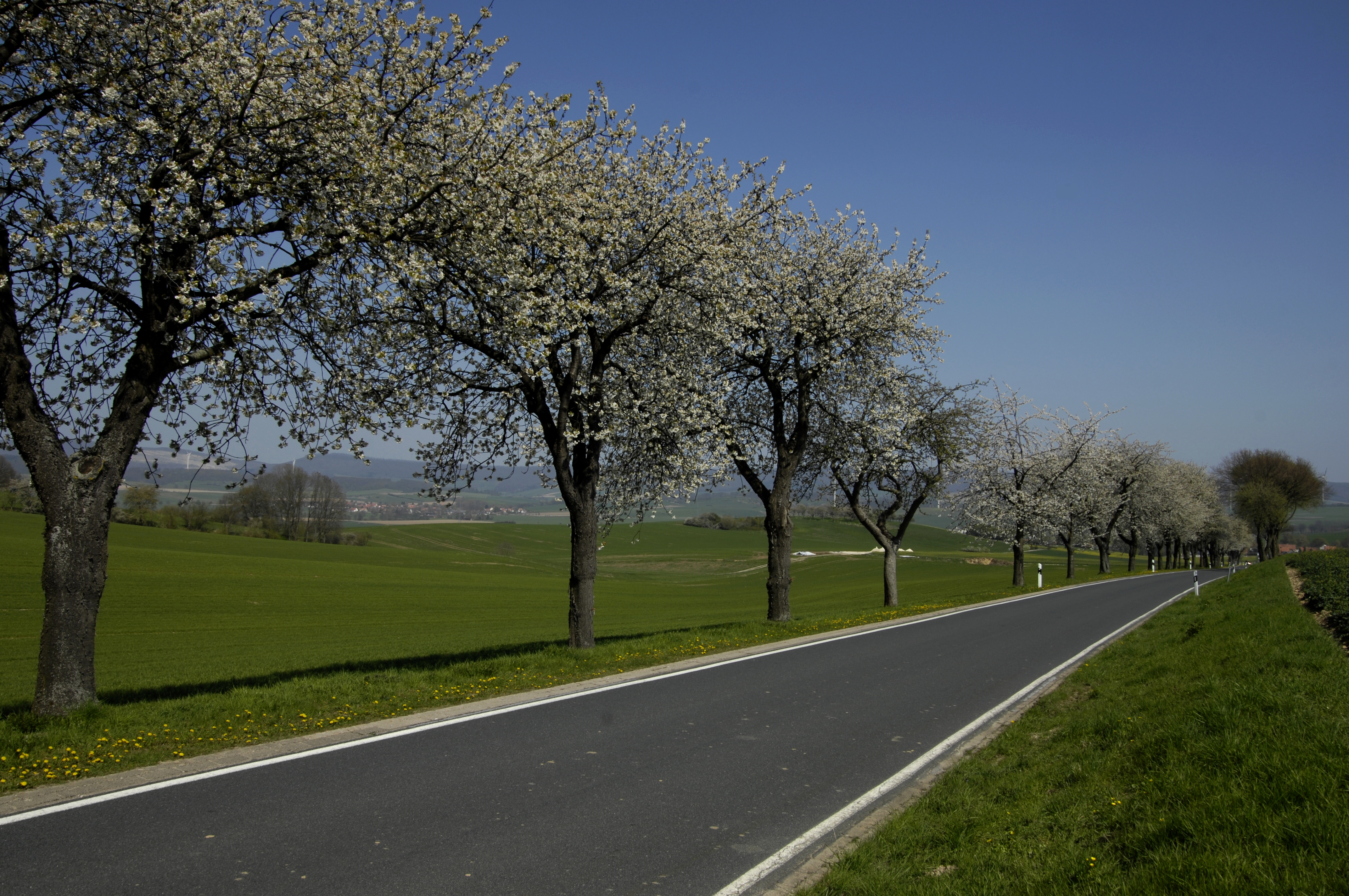
Kersenbloesem in de omgeving van Golmbach
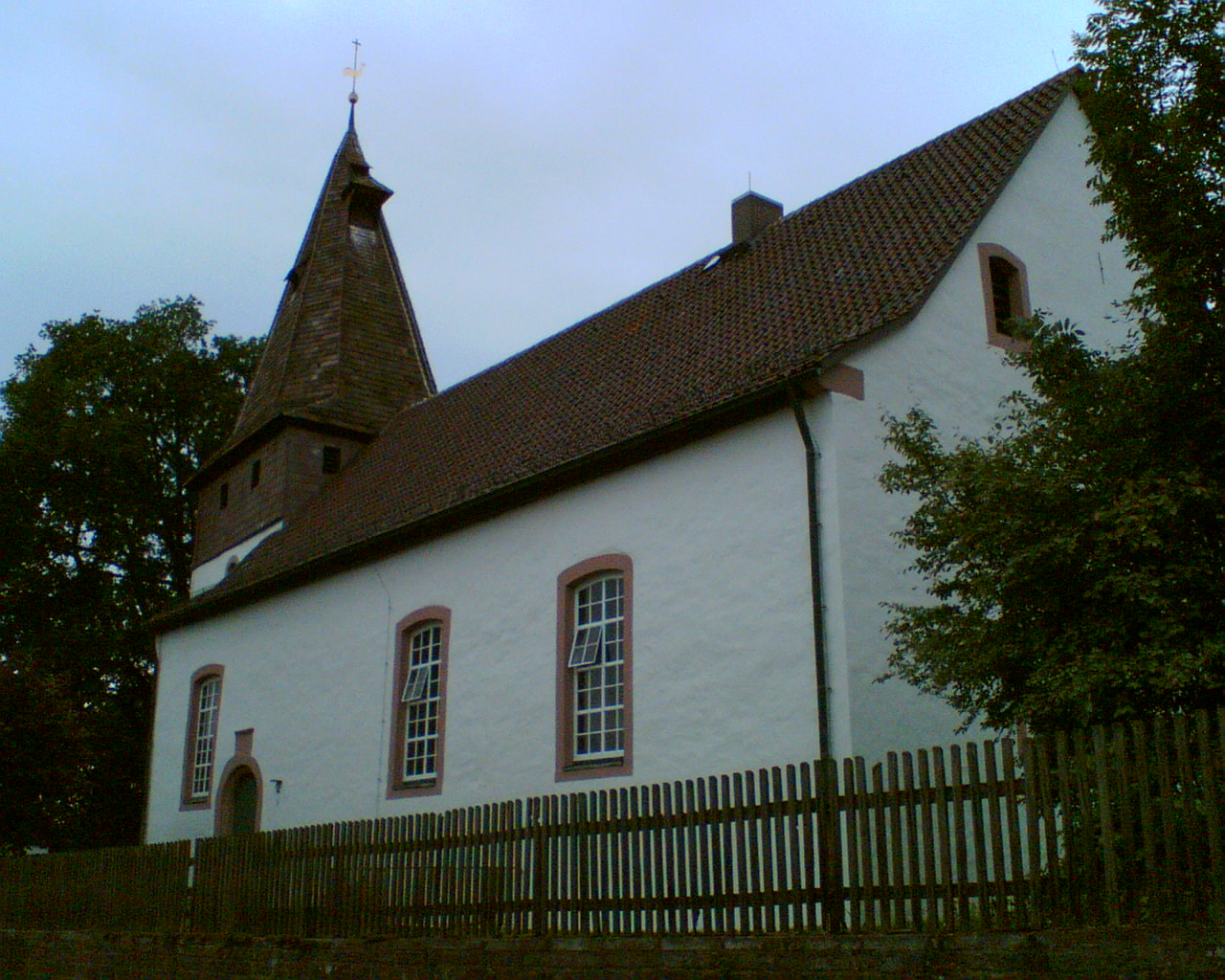
De kerk van Golmbach

Arholzen · 
Bevern · 
Bodenwerder · 
Boffzen · 
Brevörde · 
Deensen · 
Delligsen · 
Derental · 
Dielmissen · 
Eimen · 
Eschershausen · 
Fürstenberg · 
Golmbach · 
Halle · 
Hehlen · 
Heinade · 
Heinsen · 
Heyen · 
Holenberg · 
Holzen · 
Holzminden · 
Kirchbrak · 
Lauenförde · 
Lenne · 
Lüerdissen · 
Negenborn · 
Ottenstein · 
Pegestorf · 
Polle · 
Stadtoldendorf · 
Vahlbruch · 
Wangelnstedt
- Gemeinsame Normdatei: 7590860-8
- Virtual International Authority File: 245873155